# 存在記号
存在記号（そんざいきごう、existential quantifier）とは、数理論理学（特に述語論理）において、少なくとも1つのメンバーが述語の特性や関係を満たすことを表す記号である。通常「∃」と表記され、存在量化子（そんざいりょうかし）、存在限量子（そんざいげんりょうし）、存在限定子（そんざいげんていし）などとも呼ばれる。この記号（∃）は1897年にジュゼッペ・ペアノによって導入された。
これとは対照的に全称記号は、全てのメンバーについての量化である。

## 概要
例として、「ある自然数の平方が25である」を表す式を考える。最も素朴な方法として、次のように式を書いていく:
0·0 = 25, または 1·1 = 25, または 2·2 = 25, または 3·3 = 25, などなど
これは 「または」を繰り返しているので、一種の論理和となっている。しかし、「などなど」があるため形式論理の論理和であるとは言えない。その代わりに以下のような文を書く:
ある自然数 {\displaystyle n} について、{\displaystyle n\cdot n=25} である。
これは存在量化（existential quantification）を用いた、形式論理として妥当な単一の文である。
この文は前者の書き方よりも正確である点に注意されたい。前者は「などなど」が全ての自然数を指し、それ以外を含まないことを汲み取れはするが、明確には述べられていない。そのため、形式的表現に変換できない。一方、後者の量化された文では、自然数について明確に言及しているため、解釈の誤りは通常の場合生じない。
5 は自然数のもとで、5 を {\displaystyle n} に代入すると "5·5 = 25" となり、式は真となる。"{\displaystyle n\cdot n=25}" が5以外の自然数 {\displaystyle n} で偽となることは関係がない。少なくとも1つの解が存在すれば、存在量化で真となるに十分である。
一方、「ある偶数 {\displaystyle n} について、{\displaystyle n\cdot n=25} である」という文は、偶数の解が存在しないため偽となる。また、「ある奇数 {\displaystyle n} について、{\displaystyle n\cdot n=25} である」という文は、5 が奇数であるため真となる。この事実は変数 {\displaystyle n} が取りうる値の範囲を示す「議論領域（domain of discourse）」が重要であることを示している。
何らかの述語を満たす値だけを議論領域としたい場合、存在量化では論理積を使用すればよい。
例として、「ある奇数 {\displaystyle n} について、{\displaystyle n\cdot n=25} である」という文は「ある自然数 {\displaystyle n} について、{\displaystyle n} は奇数であり、かつ {\displaystyle n\cdot n=25} である」という文と論理的に同値である。この場合、「かつ」は論理積を表している。
数理論理学で存在量化を表す存在記号は "{\displaystyle \exists }"（サンセリフ体の "E" を裏返した字）で表される。なお、これは英語で存在を意味するexistに由来する。
故に、{\displaystyle P(a,b,c)} が "{\displaystyle a\cdot b=c}" を表す述語で、{\displaystyle \mathbf {N} } が自然数の集合であるとすると、
{\displaystyle \exists {n}\in \mathbf {N} \,P(n,n,25)}
という論理式が以下の文を表すことになる。
ある自然数 {\displaystyle n} について、{\displaystyle n\cdot n=25} である。
同様に、{\displaystyle Q(n)} が 「{\displaystyle n} は偶数である」を表す述語とすると
{\displaystyle \exists {n}\in \mathbf {N} \,{\big (}Q(n)\;\!\;\!{\wedge }\;\!\;\!P(n,n,25){\big )}}
という論理式が以下の文を表すことになる。
ある偶数 {\displaystyle n} について、{\displaystyle n\cdot n=25} である。
存在記号の各種記号法は全称記号の項目に参照されたし。

## 符号位置
| 記号 | Unicode | JIS X 0213 | 文字参照                 | 名称       |
| ---- | ------- | ---------- | ------------------------ | ---------- |
| ∃    | U+2203  | 1-2-48     | &exist; &#x2203; &#8707; | 存在限定子 |

## 注
1. ↑  Cajori, F. (1993). A History of Mathematical Notations. ¶689: Dover. ISBN 0-486-67766-4
2. ↑  Formulaire de mathématiques - インターネット・アーカイブ
3. ↑  新井敏康『数学基礎論』岩波書店、2011年、1頁。ISBN 978-4-00-005536-9。
4. ↑  
この記法はより正確には
{\displaystyle \exists n[n\in \mathbf {N} \land P(n,n,25)]}
の略記である[3]。